# 美姐
《美姐》（英語：The Love Songs of Tiedan），是由郝杰导演的电影，2012年出品。
讲述了小男孩铁蛋儿被年青時的美姐所俘虏，许下了“美姐是我的”的童年誓言。十年后小男孩张大成人，却始终逃不开美姐的影响，与美姐的三个女儿轮番上演匪夷所思的爱情故事。

## 角色
- 冯四 - 铁蛋儿
- 叶兰 - 美姐(青年) /大女儿/三女儿
- 田崴虎 - 虎虎
- 杜焕荣 - 美姐(中年)
- 冯云 - 铁蛋儿爸爸
- 葛夏 - 二女儿

## 其他
本片仅有的一位专业演员叶兰一人分饰三角，其余角色均由非职业演员出演。

## 奖项及提名
| 獎項                     | 類別       | 名字       | 結果 |
| ------------------------ | ---------- | ---------- | ---- |
| 第七届FIRST青年电影展    | 最佳剧情片 | 《美姐》   | 獲獎 |
| 第七届FIRST青年电影展    | 最佳导演   | 郝杰       | 獲獎 |
| 第七届FIRST青年电影展    | 最佳演员   | 冯四       | 獲獎 |
| 第七届FIRST青年电影展    | 最佳编剧   | 郝杰、葛夏 | 獲獎 |
| 第七届FIRST青年电影展    | 最佳美术   | 栗存旺     | 獲獎 |
| 第二十届北京大学生电影节 | 入围影片   | 《美姐》   | 提名 |